# ماسومي أوشيما
ماسومي أوشيما (باليابانية: 大島真寿美) (1962، ناغويا في اليابان)؛ روائية يابانية.